# جف باس

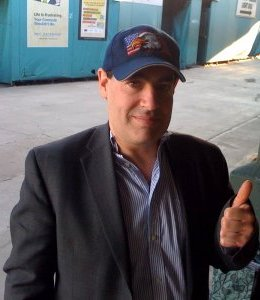
باس در سال ۲۰۰۹.

جف باس (انگلیسی: Jeff Boss) سیاست‌مدار آمریکایی است که به عنوان نامزد مستقل ریاست‌جمهوری آمریکا در انتخابات سال ۲۰۰۸ و سال ۲۰۱۲ حضور داشت.
او در سال ۲۰۰۹ نامزد حزب دموکرات برای فرماندار نیوجرسی شد که با ۸٫۳٪ آراء در مقابل جان کورزاین ۷۷٫۲٪ بازنده بود.
با دریافت ۱۰۲۴ رای برای ریاست‌جمهوری آمریکا در سال ۲۰۱۲، باس در سال ۲۰۱۶ به عنوان یکی از نامزدهای حزب دموکرات آمریکا برای انتخابات ریاست‌جمهوری ثبت نام کرد.